# توقيت مكة
توقيت مكة هو توقيت معياري يستخدم خط الطول المار بمكة (39°49′34″ E بالنسبة لـ خط غرينتش) خطا رئيسيا. وتكون الساعة عند هذا الخط تقريباً +02:39:18.2 UTC. قدم هذا الاقتراح الشيخ يوسف القرضاوي وعلماء مسلمون في مجال الجيولوجيا والشريعة، التقوا في المؤتمر العلمي الأول مكة مركز الأرض بين النظرية والتطبيق في الدوحة، قطر بتاريخ 19 أبريل 2008.

## ساعة مكة
بدأ تشغيل ساعة مكة في 1 رمضان 1431 هـ (11 أغسطس 2010)، والتي اعتبرها البعض أنها تطبيق عملي لتوقيت منطقة مكة الزمنية العالمية. ولكنها استخدمت توقيت السعودية (+3 UTC) المبني على أساس التوقيت العالمي والمعتمد على توقيت غرينيتش.

## مؤتمرات علمية
قامت مجموعة ساعة مكة بتنظيم المؤتمر العلمي الأول مكة مركز الأرض بين النظرية والتطبيق وحضره علماء مسلمون من مختلف أنحاء العالم، وكان تتويجاً للجهود الرامية إلى إيجاد إجابات عن الأسئلة العلمية الواردة في القرآن الكريم والسنة.

## وصلات خارجية
- مركزية مكة المكرمة والتوقيت العالمي - الوكالة العربية لأخبار الفلك والفضاء
- توقيت مكة المكرمة: هل هو حقيقة علمية؟
- الوقت والتوقيت ... هنا مكة
- اقتراح بتعديل التوقيت العالمي وفقاً لمكة المكرمة
- جريدة الرياض : أطول ساعة في العالم تعلن انطلاق «توقيت مكة المكرمة»
- توقيت مكة الان